# Cilus
Cilus is een monotypisch geslacht van straalvinnige vissen uit de familie van ombervissen (Sciaenidae).

## Soort
- Cilus gilberti Abbott, 1899)